# Lévy’sche Vermutung
Im mathematischen Teilgebiet der Additiven Zahlentheorie befasst sich die Lévy’sche Vermutung (englisch Levy’s conjecture) mit einer Fragestellung, die eng an die Goldbach’sche Vermutung anschließt. Die Vermutung wurde im Jahr 1963 von Hyman Levy vorgelegt und von einigen Autoren mit dessen Namen verbunden.
Zur Geschichte der Vermutung ist indes bekannt, dass schon im Jahre 1894 eine gleichwertige Vermutung von Émile Lemoine ausgesprochen wurde. Einige Autoren sprechen also eher von der Lemoine’schen Vermutung (englisch Lemoine’s conjecture) als von der Lévy’schen Vermutung.

## Formulierung
Die Vermutung lässt sich wie folgt formulieren:
Jede ungerade natürliche Zahl {\displaystyle \,u>5\,} lässt sich in der Form
{\displaystyle u=2\cdot p+q}
mit zwei (nicht notwendig verschiedenen) Primzahlen {\displaystyle \,p\,} und {\displaystyle \,q\,} darstellen.

## Beispiele
{\displaystyle 13=2\cdot 3+7=2\cdot 5+3}
{\displaystyle 19=2\cdot 3+13=2\cdot 7+5}
{\displaystyle 47=2\cdot 2+43=2\cdot 3+41=2\cdot 5+37=2\cdot 17+13}

## Anzahlfunktion
Wie schon die Beispiele vermuten lassen, ist die oben angesprochene Darstellung in der Regel  nicht eindeutig. In der On-Line Encyclopedia of Integer Sequences (von Neil Sloane) wird  ausgewiesen, wie viele Möglichkeiten es für ein ungerades {\displaystyle \,u\,} gibt, gemäß der Levy-Vermutung dargestellt zu werden. (Folge A046927 in OEIS)